# 陶拉納魯
陶拉納魯是馬達加斯加的城市，也是阿諾西區的首府，位於該國東南部，距離首都塔那那利佛1,122公里，海拔高度20至160米，每年平均降雨量1,700毫米，2005年人口約45,141。
25°02′S 46°59′E / 25.033°S 46.983°E